# Synagogenbezirk Brakel
Der Synagogenbezirk Brakel mit Sitz in Brakel, heute eine Stadt im Kreis Höxter in Nordrhein-Westfalen, wurde nach dem Preußischen Judengesetz von 1847 geschaffen.
Zum 1856/57 gegründeten Synagogenbezirk gehörten neben Brakel auch Erkeln und Riesel. Die jüdische Gemeinde Brakel umfasste zu diesem Zeitpunkt 171 Mitglieder, in Riesel lebten 1858 16 Juden. Die Zahl der Juden in Erkeln wird für 1843 mit 15, für 1871 mit 12 angegeben. Vorsitzender der Synagogengemeinde war seit 1854 der Ackerwirt Naphtali Nordheim, die Statuten von 1856 unterzeichneten als stellvertretende Vorsteher W. Stern, L. Heineberg und S. Scheideberg. Für das Jahr 1862 sind als Repräsentanten verzeichnet J. Flechtheim, D. Liebenberg, S. Heinemann, B. Heineberg, J. Dahlberg, J. Lilienthal, S. Frohsinn, A. Sommer und J. Weiler. In den 1840er Jahren wurden in Brakel eine eigene Synagoge im Hinterhaus der Ostheimer Straße 14 und eine Schule gebaut.
1900 hatte die Synagogengemeinde 33 Mitglieder. Im Jahr 1902 werden als Synagogenvorstand A. Flechtheim J. Weiler, B. Heineberg, D. Liebenberg, S. Heinemann, L. Frohsinn, J. Lilienthal und J. Dalberg erwähnt. Mitglieder der meisten Familien lebten noch im Nationalsozialismus in Brakel, wie die Liste der Stolpersteine in Brakel zeigt.
Im Jahr 1932 zählten zur Synagogengemeinde 93 Personen, darunter auch die jüdischen Bürger aus Erkeln, im Jahr 1939 lebten in Brakel nur noch 44 jüdische Mitbürger. Die Synagoge war in der Pogromnacht vom 9. auf den 10. November 1938 verwüstet worden, wurde zwangsverkauft und als Stall und Werkstatt genutzt. In den 1950er Jahren wurde sie zu einem Wohngebäude umgebaut, das heute noch steht. Es haben sich keine Bilder der Innenausstattung erhalten, wohl aber eine Planungszeichnung. Nach Erinnerungen Brakeler Bürger und wie oft in Synagogen hatte der zweistöckige Sakralraum eine blaue Decke mit Sternen.
Insgesamt mehr als 60 Mitglieder der jüdischen Gemeinde in Brakel wurden im Nationalsozialismus ermordet.